# 22102 Karenlamb
22102 Karenlamb è un asteroide della fascia principale. Scoperto nel 2000, presenta un'orbita caratterizzata da un semiasse maggiore pari a 2,7966673 UA e da un'eccentricità di 0,0555445, inclinata di 6,31021° rispetto all'eclittica.